# Fritz Rustemeyer

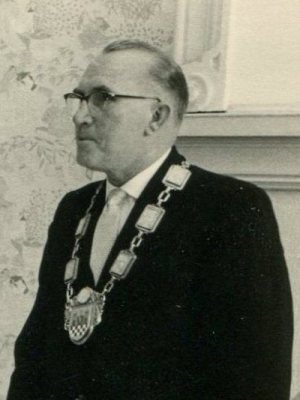
Fritz Rustemeyer mit der Amtskette des Oberbürgermeisters von Iserlohn

Fritz Rustemeyer (* 14. Oktober 1898 in Obergrüne; † 3. November 1965 in Iserlohn) war ein deutscher Politiker der SPD. 
Als  wandernder Handwerksgeselle hatte der gelernte Schlosser einen tiefen Einblick in die sozialen Nöte der arbeitenden Bevölkerung gewonnen. Früh engagierte er sich in Gewerkschaft und SPD. 1929 wurde er als sozialdemokratischer Abgeordneter in den Iserlohner Rat gewählt. 
Nach der Machtübernahme durch die NSDAP wurde er sofort 1933 inhaftiert und zuerst im KZ Buchenwald, später im KZ Dachau interniert. Eine zwischenzeitliche „Bewährung bei der Wehrmacht“ führte im Juli 1944 zur erneuten Internierung im KZ Sachsenhausen.  
Fritz Rustemeyer überlebte die Räumung des Lagers durch die SS und wurde zusammen mit den letzten Überlebenden durch Amerikaner und  Russen im April/Mai 1945 gerettet. Trotz seiner stark geschwächten Gesundheit nahm er unverzüglich die Arbeit für das Gemeinwohl wieder auf. Schon 1946 wurde er Gewerkschaftssekretär für den Kreis Iserlohn. 1950 wurde er Bürgermeister, 1956 bis 1961 Oberbürgermeister der Stadt Iserlohn.
„Nach 1933 mußte ich wegen meiner Überzeugung sechs Jahre in Gefängnissen und KZ-Lägern verbringen. Gemeinsam mit Menschen aller politischen Gruppen, die der Diktatur Widerstand leisteten, lernte ich dabei die Freiheit als höchstes Gut und die Demokratie als bestes politisches System kennen“, wird Fritz Rustemeyer anlässlich seines 67. Geburtstages in einem Zeitungsartikel der „Westfalenpost“ vom 14. Oktober 1965 zitiert.
Fritz Rustemeyer war verheiratet mit Anna geb. Weller (1909–1989).